# 李璘
參數所指定的目標頁面不存在，建議更正成存在頁面或直接建立下列一個頁面（建立前請先搜尋是否有合適的存在頁面可以取代）：
- 李璘 (北宋)

李璘（8世纪720年左右—757年2月20日），本名李泽，唐玄宗第十六子，母郭顺仪，封永王。肅宗至德二年（757年）起事，被江西採訪使皇甫铣所擒，正法。

## 生平

### 早年
其母是郭顺仪，早逝，李璘由兄李亨（即後之唐肅宗）養大，自小聪敏好学，但長相醜陋。开元十三年（725年）封永王。其子李偒封襄城，有勇力。安史之亂時，玄宗下詔以封李璘為山南東路及嶺南黔中江南西路四道節度采訪等使、江陵郡大都督，鎮守江陵。

### 陰謀割據
李璘謀士薛鏐、李臺卿、蔡坰等勸李璘割據江陵。李璘遂於江陵召募死士數萬，並隨意署命地方官員（正常程序須奏報朝廷），為謀反作準備；並利用地利截留江淮稅金租賦，每日花費不可勝計，史載「破用鉅億」。肅宗李亨知道這個情況，於是命他到蜀中覲見，但李璘沒有理會。
至德元年（756年）十二月，朝廷以高适為淮南节度使，来瑱任淮西节度使，與江东节度使韦陟牽制李璘。二十五日，李璘未經批准帶領兵馬戰船东巡，以季廣琛、渾惟明、高仙琦為將。這時大詩人李白投李璘幕府，写下《永王東巡歌》：“长风一扫胡尘净，西入长安到日边”。

### 平牒事件
朝廷在江陵周邊方鎮部署完畢後，要設法使李璘露出謀反情狀。吴郡（今江苏省吴县一带）太守兼江南东路采访使李希言對李璘發出平牒，平牒指古代职衔相等的方镇對等的互通公文，李璘身為宗室親王，感到被侮辱，大怒回信說：「寡人是太上皇的兒子，當今皇帝的兄弟，貴為王侯之尊，身份待遇遠在官員之上，在書信章簡來往上，朝廷本有相關規範，今天竟敢以對等的文書蔑視我的尊嚴，直書我的名諱，漢代流傳至今的禮儀竟然敗壞成這種樣子！」於是造反。
李璘下令浑惟明率军进攻李希言。李希言得知永王来袭，疾速遣使驰报彭原，又命令将军元景曜及丹阳太守阎敬之率兵抵抗。阎敬之戰敗被殺，元景曜、李承庆等皆投降，李希言欲弃城而逃奔余杭，與度支郎中刘晏鎮守余杭，率眾抵抗。這時江淮大震。高适与来瑱、韦陟會師於安陆，決定讨伐李璘。

### 兵敗被殺
至德二年（757年）二月，河北招讨判官李铣以數千兵馬驻營扬子县。李成式派判官裴茂率兵三千人在长江的瓜步洲伊娄埭驻營。李璘有懼色，其部下季广琛逃亡广陵，浑惟明逃亡金陵。當晚長江對岸火光一片，李璘以为官军已渡长江，下令開戰迎擊。大庾嶺一戰，李偒死於亂軍之中，李璘中箭，被江西采访使皇甫铣捉拿。
至德二年（757年）二月二十日處決。其黨人薛鏐亦被杀。李璘的妻兒被送到蜀中。在李璘幕府的李白則因為兵部尚書加同平章事郭子儀力保方免死，流放夜郎，中途被赦免。
李璘妻宇文氏，安史之乱期间不及逃跑而被害。其次子李伶娶益州大都督府仓曹参军宇文鼎女河东郡夫人。其余诸子李儹、李侦、李儇、李仪。因肃宗爱李璘，隐其谋反事，诸子也都保有王爵。
唐代宗即位后，李璘得以平反。

## 家庭

### 子女
- 李㑥，襄城郡王，为乱兵所害
- 李伶，國子祭酒
- 李儹，餘姚郡王
- 李偵，莒國公
- 李儇，郕國公
- 李仪，國子祭酒

## 同一時期發生的戰爭
- 安史之亂
- 劉展之亂